# Pandanus validus
Pandanus validus là một loài thực vật có hoa trong họ Dứa dại. Loài này được Huynh & Callm. mô tả khoa học đầu tiên năm 2003.